# Apache
Apache là tên gọi chung của một số nhóm thổ dân da đỏ Mỹ có quan hệ gần gũi về văn hóa.
Các thổ dân Bắc Mỹ này sử dụng một ngôn ngữ các ngôn ngữ Nam Athabaskan (tiếng Apache), và có quan hệ về ngôn ngữ học với những người nói tiếng Athabaskan ở Alaska và miền Tây Canada. Các nhóm dân tộc Apache từng sống ở vùng Đông Arizona, Tây Bắc México, New Mexico, và nhiều vùng ở Texas và Đại Bình nguyên (Great Plains).
Có rất ít sự đoàn kết về chính trị giữa các nhóm người Apache, Các nhóm này sử dụng 7 ngôn ngữ khác nhau. Phân loại hiện nay của các nhóm Apache bao gồm: Navajo, Tây Apache, Chiricahua, Mescalero, Jicarilla, Lipan, và Plains Apache (trước là Kiowa-Apache). Hiện nay các nhóm Apache sống ở Oklahoma và Texas và tại các khu bảo tồn ở Arizona và New Mexico. Nhiều người Navajo sống ở một khu bảo tồn rộng 16 triệu acre tại vùng Four Corners ở Mỹ. Một số người Apache đã chuyển đến các khu đô thị lớn, chẳng hạn như thành phố New York.
Trong lịch sử, các bộ lạc Apache từng rất hùng mạnh, thường xuyên ở tình thế thù địch với người Tây Ban Nha và người Mehico trong hàng thế kỷ. Trong nhiều cuộc chạm trán, Quân đội Hoa Kỳ đã đánh giá những người Apache là những chiến binh dữ tợn và những nhà chiến thuật tài năng.